# Norimichi Yamamoto
Norimichi Yamamoto (山本 義道 Yamamoto Norimichi?, Fukuoka, 25 de julio de 1995) es un futbolista japonés que juega de defensa en el Zweigen Kanazawa de la J2 League.

## Trayectoria

### Clubes
| Club                      | País  | Año       |
| ------------------------- | ----- | --------- |
| Zweigen Kanazawa          | Japón | 2018-2019 |
| Yokohama F. Marinos       | Japón | 2020      |
| Júbilo Iwata (cedido)     | Japón | 2020      |
| Júbilo Iwata              | Japón | 2021-     |
| Zweigen Kanazawa (cedido) | Japón | 2023-     |